# Miroslav Valenta városi labdarúgó-stadion
A Miroslav Valenta városi labdarúgó-stadion multifunkciós stadion Uherské Hradiště városában, Csehországban. Többnyire labdarúgó-mérkőzéseket bonyolítanak itt le, ebben a stadionban játssza hazai bajnoki mérkőzéseit az 1. FC Slovácko csapata. A stadion csak ülőhelyekkel van ellátva.
A stadiont 2003. október 12-én nyitották meg az 1. FC Synot - Borussia Mönchengladbach barátságos mérkőzéssel. A meccset a pályaválasztó csapat nyerte 3-2-re. A 2003-2004-es bajnokságban a Synot csapata a szezon első felében Brnóban és Drnovicében játszotta hazai mérkőzéseit.
Az első hazai bajnoki mérkőzést 2003. október 18-án az Olomouc ellen játszotta itt az FC Synot csapata.
2009 augusztusában nevezték át a stadiont Městský fotbalový stadion Miroslava Valentyre, miután a csapat legnagyobb jótevője, Miroslav Volenta 2008-ban elhalálozott.

## Nemzetközi mérkőzések
- 2006. augusztus 16. Csehország - Szerbia 1-3
- 2009. szeptember 9. Csehország - San Marino 7-0